# ゲオルク・ジーモン・レーライン
ゲオルク・ジーモン・レーライン（Georg Simon Löhlein 1725年7月16日 - 1781年12月16日）は、ドイツのピアニスト、ヴァイオリニスト、音楽教育者、カペルマイスター、作曲家。

## 生涯
レーラインはノイシュタット・バイ・コーブルクに生まれた。父とこの町のオルガニストから音楽の手ほどきを受けたと思われる。1878年の『Mendels Musikalischem Conversationslexikon』によると、彼は非常に若くから優れたヴァイオリニスト、ピアニストであったとされる。1742年、レーラインは約190センチメートルという恵まれた体格を買われ、プロイセンの軍隊に入る。16歳で兵士となった彼は数々の戦闘での負傷に苦しみ、帰郷する。
まもなくイェーナ大学に入学すると、Collegium Musicumの部門長に就任した。1768年からはライプツィヒにおいてピアニスト、並びにゲヴァントハウス管弦楽団の一員として活動するようになる。しかし、それだけでは生計が立てられなかったため、私的なレッスンも受け持つことになった。彼が教えた貴族たちは、レッスンに対して惜しみない報酬を支払った。エルンスト・ルートヴィヒ・ゲルバーの『Historisch-biographischem Lexikon der Tonkünstler』によれば、レーラインは1768年に「貴族階級の門弟たちで構成される、毎週の愛好家コンサート」を創設したという。
ライプツィヒで一定の成功を手にしたレーラインであったが、より安定して多くの収入を得られる職を求めていた。そうして、彼はダンツィヒの聖マリア教会（ドイツ語版）でカペルマイスターとして任用される。冷え切った教会での仕事で頻繁に風邪を引き、レーラインは肺病により着任後わずか数か月でこの世を去った。

## 主要作品
レーラインの最も重要な作品は、1765年から1782年にかけて出版されて4版、7000部を発行した『ピアノ教室 Clavier-Schule』である。彼の死後、1791年にヨハン・ゲオルク・ヴィットハウアーがさらに改訂した版を世に出した。第6版（1804年）と第7版（1819年）を出版したのは、トーマスカントルのアウグスト・エベルハルト・ミュラーであった。1825年にはカール・チェルニーによる版が、1845年にはイヴァン・クノルによる最後の版が世に出されている。オランダ語やロシア語への翻訳も行われた。
『Clavier-Schule』で成功したレーラインであったが、1774年にはレオポルト・モーツァルトの『ヴァイオリン奏法 Versuch einer gründlichen Violinschule』を補完するものとして、『ヴァイオリン演奏教本 Eine Anweisung zum Violinspielen』を著している。1797年にはヨハン・フリードリヒ・ライヒャルトによる改訂第3版が刊行された。現在ではファクシミリが再び入手できるようになっており、歴史的演奏法を学ぶことができる。
レーラインの作品には『Sei Partite per il Clavicembalo』 Op.1（1766年）、『Sei Partite per il clavicembalo』 Op.3（1770年）、数曲のピアノ協奏曲、ソナタ、歌曲がある。
1769年に、出版者のテオドール・ベルンハルト・ブライトコプフを通じて詩人のゲーテに出会ったレーラインは、彼の『新年の歌 Neujahrslied』に曲を書いている。これは、ゲーテ作品に作曲された楽曲の中でも最初期のものと考えられている。